# Lasioglossum wellingtoni
Lasioglossum wellingtoni là một loài Hymenoptera trong họ Halictidae. Loài này được Cockerell mô tả khoa học năm 1914.